# تپه سرخه قلعه نو
تپه سرخه قلعه نو مربوط به دوره مادها- دوره هخامنشی - دوره اشکانیان است و در شهرستان تویسرکان، بخش قلقل رود، روستای قلعه نو واقع شده و این اثر در تاریخ ۲۴ اسفند ۱۳۸۳ با شمارهٔ ثبت ۱۱۴۱۱ به‌عنوان یکی از آثار ملی ایران به ثبت رسیده‌است.